# Col de Prato
Le col de Prato (Bocca di u Pratu en langue corse) est l'un des principaux cols de Corse.

## Géographie

### Situation, topographie
Le col de Prato se situe dans le massif du Monte San Petrone, une chaîne de moyennes montagnes schisteuses au nord-est de l'île, au cœur de la Castagniccia. Il se situe à l’ouest de la commune de Quercitello, à environ 3,5 km (distance orthodromique) au nord du Monte San Petrone.
Du fait de sa position géographique, il relie les pièves de Rostino à l’ouest et d'Ampugnani à l’est.
Il marque la séparation des vallées de la Casaluna, affluent du Golo,  et du Fium'Alto. Sur son versant occidental, nait le ruisseau de Campo di Melo qui se jette dans le ruisseau de Conca (celui-ci prend en aval le nom de Prunitaccio), affluent de la Casaluna. Sur le versant oriental du col, prend source le ruisseau de Lavatoggio et de Noceta dont les eaux grossissent successivement d’autres cours d’eau avant de finir dans le Fium’Alto.

### Géologie
Le col de Prato se situe dans la « Corse alpine » composée de schistes lustrés et de roches vertes (ophiolites), sur la dorsale du massif du Monte San Petrone.

« Au Sud de Quercitello est le col de Prato (altitude 974 m.) ; on y trouve une carrière dans un calcaire gris, phylliteux, donnant une bonne pierre pour l'empierrement des routes. Ce calcaire est à l'état de lentille à la partie supérieure des schistes à mica blanc ; les bancs sont inclinés à l'Ouest. Ces sédiments schisteux avec bancs de calcaires existent entre le col de Prato et Morosaglia où ils sont coupés quelquefois par des filons de gabbro-serpentine. »

— D. Hollande in Géologie de la Corse, Bulletin de la Société des Sciences historiques et naturelles de la Corse - Éditeur Veuve Ollagnier Bastia, janvier 1917 - p. 103.

### Climat
Situé à 982 mètres d'altitude, sur la ligne de crête au nord du Monte San Petrone (1 767 mètres), le col est rarement enneigé en période hivernale et est donc praticable toute l’année. Il est soumis aux forts vents d'ouest qui sévissent sur presque l’ensemble de l’île.

### Faune et flore
Au col même se trouvent quelques habitations et bâtiments d’exploitations rurales aux abords immédiats dégagés. Aux alentours, les sols sont couverts de bosquets de châtaigniers et de chênes verts, dominés beaucoup plus haut par les hêtraies de la forêt communale indivise de San Pietro d’Accia (Nord) occupant les flancs septentrionaux du  San Petrone.

### Accès
Le col de Prato est emprunté par la route départementale D71. La D71 permet de relier les villages les plus voisins de Morosaglia à l'ouest, et de Quercitello à l'est.

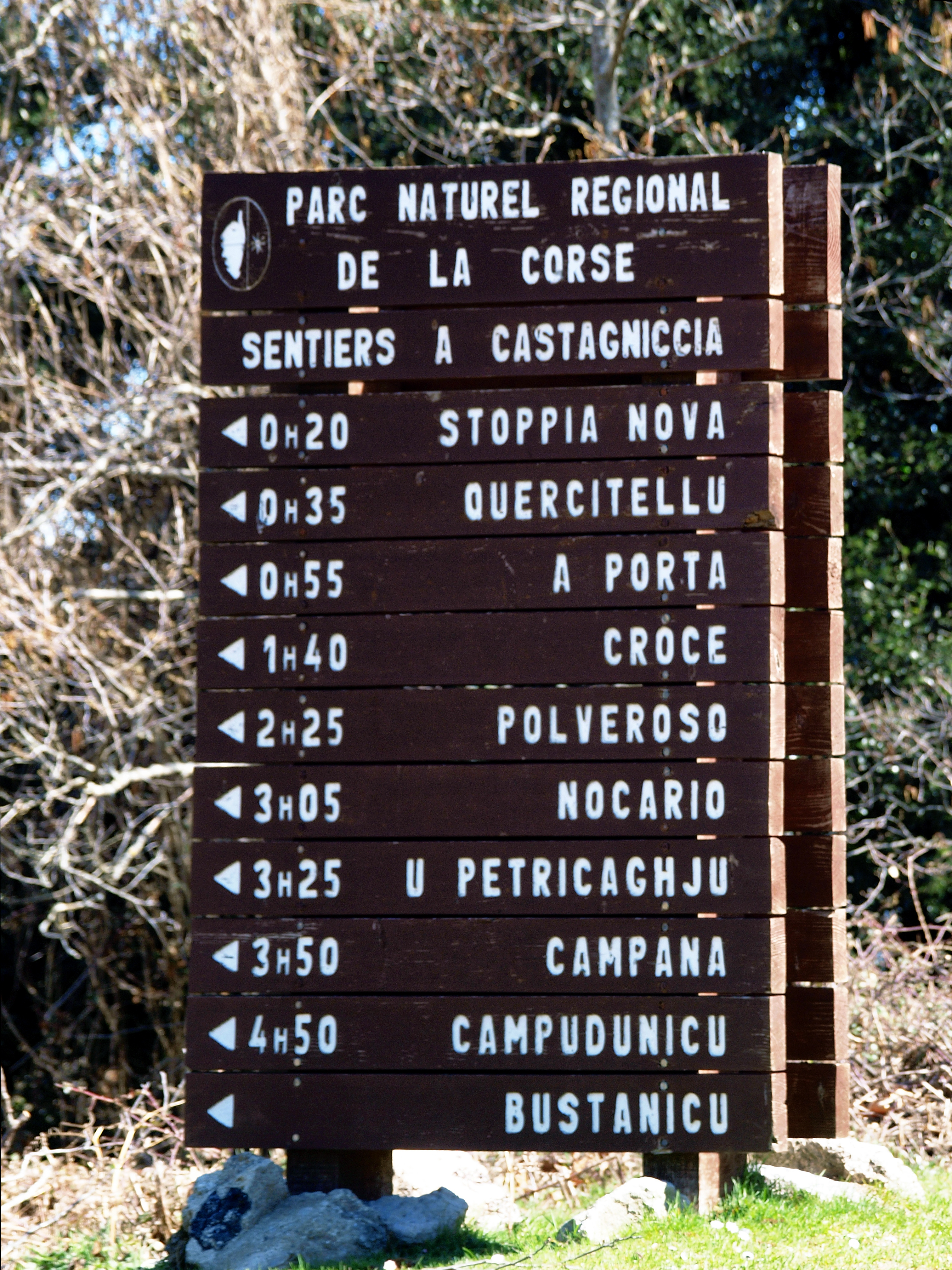
Signalétique au col de Prato.

Le col de Prato est à un grand carrefour de sentiers de randonnées en Castagniccia ; il est le principal pour l'accès au Monte San Petrone. Comme l'indique le panneau mis en place par le parc naturel régional de Corse, il permet de rejoindre bon nombre de villages à l'alentour.

## Activités
Chaque année depuis plusieurs décennies, le dernier week-end de juillet ou le premier d’août, a lieu au col la foire du col de Prato (Fiera di a Bocca di u Pratu), une manifestation rurale où se retrouvent éleveurs et leurs troupeaux pour des concours d’animaux. Comme dans toutes les foires rurales en Corse s’y trouvent des stands permettant d’acquérir des produits issus de l’agriculture et de l’artisanat, ainsi que d’autres pour se restaurer.